# Costa Volpino
Costa Volpino là một đô thịthuộc tỉnh Bergamo trong vùng Lombardia, Ý.
Branìco, Ceratéllo, Corti, Flaccanìco, Qualìno, Piano, Volpino
Đô thị này giáp với các đô thị sau: Bossico, Lovere, Pian Camuno, Pisogne, Rogno, Songavazzo